# Plivanje na OI 1960.

## Pojedinačna natjecanja

### 100 m slobodno
| Mjesto | Država     | Plivač            | Vrijeme |
| ------ | ---------- | ----------------- | ------- |
| 1.     | Australija | John Devitt       | 55,2 s  |
| 2.     | SAD        | Lance Larson      | 55,2 s  |
| 3.     | Brazil     | Manuel dos Santos | 55,4 s  |

| Mjesto | Država                 | Plivačica            | Vrijeme    |
| ------ | ---------------------- | -------------------- | ---------- |
| 1.     | Australija             | Dawn Fraser          | 1:01,2 min |
| 2.     | SAD                    | Christina von Saltza | 1:02,8 s   |
| 3.     | Ujedinjeno Kraljevstvo | Nathalie Steward     | 1:03,1 min |

### 400 m slobodno
| Mjesto | Država     | Plivač            | Vrijeme    |
| ------ | ---------- | ----------------- | ---------- |
| 1.     | Australija | Murray Rose       | 4:18,3 min |
| 2.     | Japan      | Tsuyoshi Yamanaka | 4:21,4 min |
| 3.     | Australija | John Konrads      | 4:21,8 min |

| Mjesto | Država     | Plivačica            | Vrijeme    |
| ------ | ---------- | -------------------- | ---------- |
| 1.     | SAD        | Christina von Saltza | 4:50,6 min |
| 2.     | Švedska    | Jane Cederqvist      | 4:53,9 min |
| 3.     | Nizozemska | Catharina Lagerberg  | 4:56,9 min |

### 1500 m + 800 m slobodno
| \| Mjesto \| Država \| Plivač \| Vrijeme \| \| ------ \| ---------- \| ------------ \| ----------- \| \| 1. \| Australija \| John Konrads \| 17:19,6 min \| \| 2. \| Australija \| Murray Rose \| 17:21,7 min \| \| 3. \| SAD \| George Breen \| 17:30,6 min \| Finale: 3. rujna 1960., 20:50 h | Natjecanje nije bilo u programu OI. |              |             |
| Mjesto | Država                              | Plivač       | Vrijeme     |
| 1. | Australija                          | John Konrads | 17:19,6 min |
| 2. | Australija                          | Murray Rose  | 17:21,7 min |
| 3. | SAD                                 | George Breen | 17:30,6 min |

### Leđni stil
| Mjesto | Država     | Plivač         | Vrijeme    |
| ------ | ---------- | -------------- | ---------- |
| 1.     | Australija | David Theile   | 1:01,9 min |
| 2.     | SAD        | Frank McKinney | 1:02,1 min |
| 3.     | SAD        | Robert Bennett | 1:02,3 min |

| Mjesto | Država                 | Plivačica        | Vrijeme    |
| ------ | ---------------------- | ---------------- | ---------- |
| 1.     | SAD                    | Lynn Burke       | 1:09,3 min |
| 2.     | Ujedinjeno Kraljevstvo | Nathalie Steward | 1:10,8 min |
| 3.     | Japan                  | Satoko Tanaka    | 1:11,4 min |

### Prsni stil
| Mjesto | Država     | Plivač            | Vrijeme    |
| ------ | ---------- | ----------------- | ---------- |
| 1.     | SAD        | William Mulliken  | 2:37,4 min |
| 2.     | Japan      | Yoshikiko Osaki   | 2:38,0 min |
| 3.     | Nizozemska | Wieger Mensonides | 2:39,7 min |

| Mjesto | Država                 | Plivačica         | Vrijeme    |
| ------ | ---------------------- | ----------------- | ---------- |
| 1.     | Ujedinjeno Kraljevstvo | Anita Lonsbrough  | 2:49,5 min |
| 2.     | Njemačka               | Wiltrud Urselmann | 2:50,0 min |
| 3.     | Njemačka               | Barbara Göbel     | 2:53,6 min |

### Leptir stil
| Mjesto | Država     | Plivač           | Vrijeme    |
| ------ | ---------- | ---------------- | ---------- |
| 1.     | SAD        | Michael Troy     | 2:12,8 min |
| 2.     | Australija | Neville Hayes    | 2:14,6 min |
| 3.     | SAD        | David Gillanders | 2:15,3 min |

| Mjesto | Država     | Plivačica          | Vrijeme    |
| ------ | ---------- | ------------------ | ---------- |
| 1.     | SAD        | Carolyn Schuler    | 1:09,5 min |
| 2.     | Nizozemska | Marianne Heemskerk | 1.10,4 min |
| 3.     | Australija | Janice Andrew      | 1:12,2 min |

## Štafetna natjecanja
| Mjesto | Država     | Plivači                                                     | Vrijeme    |
| ------ | ---------- | ----------------------------------------------------------- | ---------- |
| 1.     | SAD        | George Harrison Richard Blick Michael Troy Jeff Farrell     | 8:10,2 min |
| 2.     | Japan      | Makoto Fukui Hiroshi Ishi Tsuyoshi Yamanaka Tatsuo Fujimoto | 8:13,2 min |
| 3.     | Australija | David Dickson John Devitt Murray Rose John Konrads          | 8:13,8 min |

| Mjesto | Država     | Plivačice                                                     | Vrijeme    |
| ------ | ---------- | ------------------------------------------------------------- | ---------- |
| 1.     | SAD        | Joan Spillane Shirley Stobs Carolyn Wood Christina von Saltza | 4:08,9 min |
| 2.     | Australija | Dawn Fraser Ilsa Konrads Lorraine Crapp Alva Colouhoun        | 4:11,3 min |
| 3.     | Njemačka   | Christel Steffin Heidi Pechstein Gisela Weiss Ursel Brunner   | 4:19,7 min |

### 4x100 m mješovito
| Mjesto | Država     | Plivači                                                        | Vrijeme    |
| ------ | ---------- | -------------------------------------------------------------- | ---------- |
| 1.     | SAD        | Frank McKinney Paul Hait Lance Larson Jeff Farrell             | 4:05,4 min |
| 2.     | Australija | David Theile Terence Gathercole Neville Hayes Geoffrey Shipton | 4:12,0 min |
| 3.     | Japan      | Kazuo Tomita Koichi Hirakida Yoshikiko Osaki Keigo Shimizu     | 4:12,2 min |

| Mjesto | Država     | Plivačice                                                        | Vrijeme    |
| ------ | ---------- | ---------------------------------------------------------------- | ---------- |
| 1.     | SAD        | Lynn Burke Patricia Kempner Carolyn Schuler Christina von Saltza | 4:41,1 min |
| 2.     | Australija | Maryleen Wilson Rosemary Lassig Janice Andrew Dawn Fraser        | 4:45,9 min |
| 3.     | Njemačka   | Ingrid Schmidt Ursula Küper Bärbel Fuhrmann Ursel Brunner        | 4:47,6 min |